# أوتو والتر
أوتو والتر (بالألمانية: Otto Walter)‏ هو مؤرخ الفن نمساوي، ولد في 1882 في فيينا في النمسا، وتوفي في 1965 في Parsch ‏ في النمسا.